# Exarcado archiepiscopal de Odesa
El exarcado archiepiscopal de Odesa (en ucraniano: Одеський екзархат) es una circunscripción eclesiástica de la Iglesia católica en Ucrania. Se trata de un exarcado archiepiscopal greco-católico ucraniano, inmediatamente sujeto al archieparca mayor de Kiev-Galitzia. Desde el 13 de febrero de 2014 el exarca archiepiscopal es el obispo Mychajlo Bubnij, de la Congregación del Santísimo Redentor.

## Territorio y organización
El exarcado archiepiscopal tiene 26 081 km² y extiende su jurisdicción sobre los fieles católicos de rito bizantino greco-católico ucraniano residentes en las óblasts de Odesa, Mykolaiv, Jersón y Kirovogrado. Desde la Invasión rusa de Ucrania en 2022 parte del exarcado archiepiscopal se encuentra ocupado y anexado por Rusia y en estado de guerra.
La sede del exarcado archiepiscopal se encuentra en la ciudad de Odesa, en donde se halla la Catedral de San Andrés Apóstol. 
En 2020 en el exarcado archiepiscopal existían 80 parroquias agrupadas en 5 decanatos:
- Kirovogrado (Кіровоградський деканат), con 5 parroquias
- Mykolaiv (Миколаївський деканат), con 12 parroquias
- Odesa (Одеський деканат), con 13 parroquias
- Skadov (Скадовський деканат), con 5 parroquias
- Jersón (Херсонський деканат), con 5 parroquias

## Historia
Una parroquia greco-católica se erigió en Odesa en 1917. El exarcado archiepiscopal de Odesa-Crimea fue erigido el 28 de julio de 2003 por el Sínodo de Obispos de la Iglesia greco-católica ucraniana, separando territorio del exarcado archiepiscopal de Kiev-Vyšhorod (hoy archieparquía de Kiev).
El 13 de febrero de 2014 cedió una porción de su territorio para la erección del exarcado archiepiscopal de Crimea y asumió el nombre actual.

## Estadísticas
Según el Anuario Pontificio 2021 el exarcado archiepiscopal tenía a fines de 2020 un total de 100 000 fieles bautizados.
| Año                                                                             | Población            | Población | Población      | Sacerdotes | Sacerdotes    | Sacerdotes    | Bautizados por sacerdote | Diáconos permanentes | Religiosos | Religiosos | Parroquias |
| Año                                                                             | Bautizados católicos | Total     | % de católicos | Total      | Clero secular | Clero regular | Bautizados por sacerdote | Diáconos permanentes | Varones    | Mujeres    | Parroquias |
| ------------------------------------------------------------------------------- | -------------------- | --------- | -------------- | ---------- | ------------- | ------------- | ------------------------ | -------------------- | ---------- | ---------- | ---------- |
| 2003                                                                            | 70 000               | 8 712 000 | 0.8            | 11         | ?             | ?             | 6363                     | ?                    | ?          | ?          | ?          |
| 2010                                                                            | 93 300               | ?         | ?              | 56         | 32            | 24            | 1666                     |                      | 25         | 33         | 50         |
| 2012                                                                            | 93 300               | ?         | ?              | 43         | 38            | 5             | 2169                     |                      | 6          | 5          | 110        |
| 2015                                                                            | 100 000              | ?         | ?              | 34         | 29            | 5             | 2941                     |                      | 5          | 5          | 70         |
| 2018                                                                            | 105 000              |           |                | 39         | 44            | 5             | 2386                     |                      | 8          | 11         | 80         |
| 2020                                                                            | 100 000              |           |                | 46         | 41            | 5             | 2173                     | 3                    | 6          | 10         | 80         |
| Fuente: Catholic-Hierarchy, que a su vez toma los datos del Anuario Pontificio. |                      |           |                |            |               |               |                          |                      |            |            |            |

## Episcopologio
- Vasyl' Ivasjuk (28 de julio de 2003-13 de febrero de 2014 nombrado eparca de Kolomyia-Chernivtsí)
- Mychajlo Bubnij, C.SS.R., desde el 13 de febrero de 2014